# Leonte Răutu

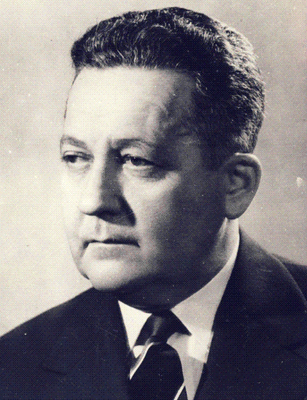
Leonte Răutu

Leonte Răutu (Geburtsname: Lew Oigenstein; * 28. Februar 1910 in Bălți, Bessarabien; † 1993 in Bukarest) war ein rumänischer Politiker der Rumänischen Kommunistischen Partei PCR (Partidul Comunist Român), der während der Amtszeit von PCR-Generalsekretär Gheorghe Gheorghiu-Dej für Ideologie zuständig war.

## Leben

### Herkunft, Kommunistischer Untergrund und Zweiter Weltkrieg
Răutu, der bis 1945 seinen Geburtsnamen Oigenstein führte, war Sohn eines Apothekers und begann nach dem Schulbesuch in seiner Geburtsstadt Bălți ein Studium der Mathematik an der Universität Bukarest, das er allerdings nicht beendete. Bereits während des Studiums schloss er sich der kommunistischen Bewegung an und war in deren Propaganda-Abteilung tätig. In der Folgezeit war er Redakteur der von der kommunistischen Untergrundbewegung herausgegebenen Parteizeitung Scânteia („Der Funke“) und arbeitete dort mit Personen wie Ștefan Foriș, Lucrețiu Pătrășcanu, Valter Roman, Sorin Toma, Mircea Bălănescu und Tatiana Leapis, die seine erste Ehefrau wurde, aber ihn später für Ștefan Foriș verließ.
In den 1930er Jahren wurde Răutu, der sich auch mit russischer Literatur befasste, mehrfach verhaftet und ließ sich nach der Besetzung Bessarabiens durch die Rote Armee 1940 in der Sowjetunion nieder. Dort wurde er Leiter des rumänischen Programms des Auslandrundfunkdienstes von Radio Moskau und gehörte neben Valter Roman sowie Petre Borilă zu den Schützlingen von Ana Pauker.

### Nachkriegszeit und Aufstieg in politische Führungsämter
Nach Ende des Zweiten Weltkrieges kehrte Răutu auf Wunsch Ana Paukers nach Rumänien zurück und stieg dort im Laufe der Zeit in die politische Führung der damaligen Rumänischen Arbeiterpartei PMR (Partidul Muncitoresc Român) auf. Zunächst wurde er stellvertretender Leiter der ZK-Abteilung für Propaganda sowie Vize-Chefredakteur der Parteizeitung Scânteia und damit Vertreter von Iosif Chișinevschi.
Seine Artikel waren insbesondere gegen politische Gegner wie die Nationale Bauernpartei PNT (Partidul Național Țărănesc) und deren Parteizeitung Dreptatea („Gerechtigkeit“) gerichtet. Zusammen mit Politikern wie Silviu Brucan, Ștefan Voicu, Sorin Toma, Nestor Ignat, Nicolae Moraru, Miron Radu Paraschivescu und Traian Șelmaru gehörte er zu den eifrigsten Kritikern von Pluralismus und eines Mehrparteiensystems. Aus diesem Kreis baute er auch den ideologischen Apparat der PMR auf.
Răutu, der 1948 Mitglied des ZK der PMR wurde, wurde Mitte der 1950er Jahre Leiter der ZK-Abteilung für Kultur und Propaganda und war als solcher neben dem Generalsekretär des ZK Gheorghiu-Dej einer der einflussreichsten Politiker in den Bereichen Kultur und Propaganda.
Nach dem Tod von KPdSU-Generalsekretär Josef Stalin am 5. März 1953 organisierte er eine Auseinandersetzung mit dekadenten Kritikern und Dichter vor dem Hintergrund des „Überdenkens des kulturellen Erbes“ (‚reconsiderarea moştenirii culturale‘).

### Kandidat des Politbüros der PCR und Chefideologe unter Gheorghiu-Dej
Auf dem Siebten Parteitag der PMR vom 23. bis 28. Dezember 1955 wurde er Kandidat des Politbüros der PMR. Sein einziger parteiinterner Rivale war Grigore Preoteasa, der im Juni 1957 als Nachfolger Iosif Chișinevschis ZK-Sekretär für Ideologie wurde. Nach dessen Tod bei einem Flugzeugabsturz am Flughafen Moskau-Wnukowo wurde Răutu schließlich im November 1957 auch Leiter der ZK-Abteilung für Ideologie. Seine Stellvertreter und wichtigste Mitarbeiter waren der aus der Sowjetunion zurückgekehrte Mihail Roller, Ofelia Manole, Paul Niculescu-Mizil, Nicolae Goldberger, der bereits in den 1930er Jahren Mitglied des Politbüros des PMR war, Cornel Onescu sowie Pavel Țugui, der wegen seiner Sympathien für die „Junge Garde“ (‚legionare din tinereţe‘) aus der PCR ausgeschlossen wurde.
Seinen Verbleib in politischen Spitzenfunktionen konnte Răutu auch nach dem Tod von Gheorghe Gheorghiu-Dej am 19. März 1965 behaupten und begründete dieses insbesondere auf die Freundschaft seiner zweiten Ehefrau Natalia Răutu mit Elena Ceaușescu, der Ehefrau des neuen PCR-Generalsekretärs Nicolae Ceaușescu.

### Ämter während der Amtszeit von Nicolae Ceaușescu
Auf dem Neunten Parteitag der PCR (19. bis 24. Juli 1965) wurde Răutu ZK-Sekretär und Mitglied des Exekutivkomitees der PCR. Nachdem er auf dem Zehnten Parteitag der PCR (6. bis 12. Oktober 1969) nicht mehr als ZK-Sekretär bestätigt wurde, erfolgte seine Ernennung zum Vize-Ministerpräsidenten mit der Zuständigkeit für Bildung in der Regierung von Ministerpräsident Ion Gheorghe Maurer.
Anschließend übernahm er 1974 die Funktion als Rektor der Parteihochschule der PCR (Academia Ștefan Gheorghiu) und behielt diese, bis er 1981 zurücktreten sowie in den Ruhestand treten musste, nachdem eine seiner Töchter mit ihrem Ehemann Ausreiseanträge in die USA gestellt hatte.